# Esquipulas, Jitotol
Esquipulas är en ort i Mexiko.   Den ligger i kommunen Jitotol och delstaten Chiapas, i den sydöstra delen av landet, 700 km öster om huvudstaden Mexico City. Esquipulas ligger 1 362 meter över havet och antalet invånare är 152.
Terrängen runt Esquipulas är kuperad söderut, men norrut är den bergig. Runt Esquipulas är det ganska tätbefolkat, med 86 invånare per kvadratkilometer. Närmaste större samhälle är Simojovel de Allende, 9,1 km nordost om Esquipulas. I omgivningarna runt Esquipulas växer i huvudsak städsegrön lövskog.